# STU48
STU48是日本女子偶像團體，由作詞家秋元康擔任總製作人，為AKB48在日本國內的第6個姊妹團體。於2017年5月開始活動，在日本西部的瀨戶內地方以船上劇場做為活動根據地，為AKB48集團首個活動據點非單一都市的團體。團名源自「瀨戶內」的羅馬拼音「SeToUchi」。运营公司與多数原生成員所屬的經紀公司為設立於廣島市的株式會社STU；所屬唱片公司為KING RECORDS旗下品牌「You, Be Cool!」。

## 概述
STU48是AKB48集團中首次以超过一个城市做為根據地的姊妹團，透過船上劇場在瀨戶內地方展開演藝活動，陸上主要據點則為廣島市。第一期生甄选合格者共44人，創下AKB48集團旗下組合歷次招募中最高紀錄，出身地及人數如下：廣島縣7人，愛媛縣、山口縣各4人，岡山縣3人，香川縣、兵庫縣、大阪府、德島縣各2人，福岡縣、三重縣、高知縣、愛知縣、佐賀縣各1人。

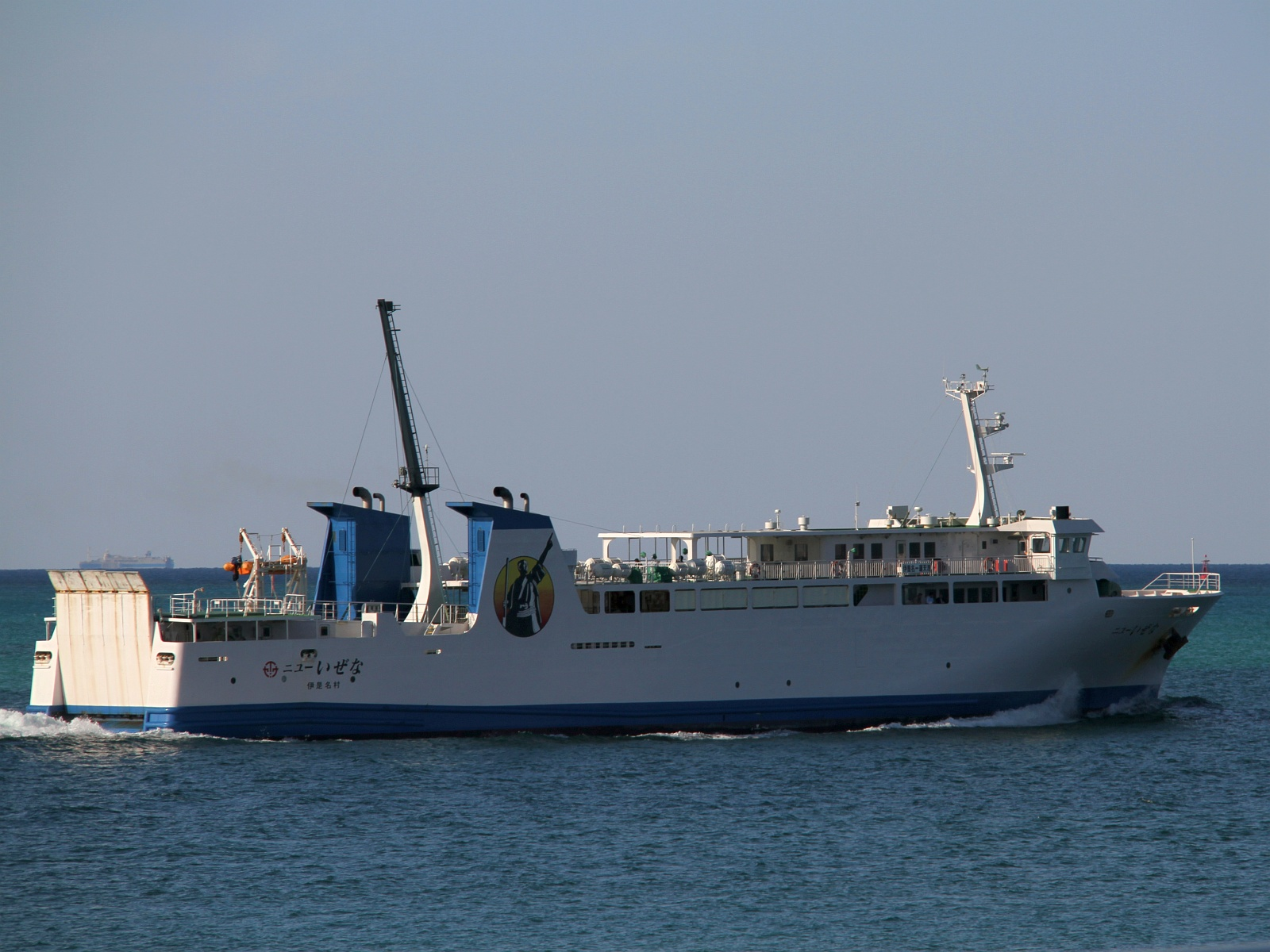
船上劇場「STU48號」前身，沖繩縣島尻郡伊是名村村營渡輪「新伊是名號」（1998～2015年，照片攝於2013年1月1日）

### 與AKB48和其他姊妹團體的比較
- 成員多數出身於中國地方和四國地方。
- 目前AKB48集團的日本國內6團中，STU48是唯一自創團以來就不採取Team（分隊）制度的團體；而目前同樣不採取分隊制度的NGT48則曾經設有分隊。
- 有別於先前幾個日本國內的姐妹團體會將初始成員分開正規成員和研究生，STU48的1期生加入團體後便一直以正規成員的身分開始活動。唯之後的成員仍然是以研究生的身分加入團體。
- 所屬經紀公司方面，除了石田千穗外簽其他事務所以外，其他成員均隸屬於株式會社STU（日语：STU (企業)）。
- 因STU48亦是AKB48團體之一成員，所以成員有時會被選為AKB48的歌曲的選拔成員。也會參加AKB48選拔總選舉或是AKB48猜拳大會（日语：AKB48グループじゃんけん大会）等活動。
- AKB48的單曲發售記念的握手會以及AKB48專輯發售紀念的寫真會基本上會參加，而個別STU48的單曲發售記念的握手會亦會獨自舉行。
- 如先前所述，STU48透過船上專用劇場「STU48號」進行劇場公演，和其他團體在固定專用劇場表演的方式有別。唯現今隨著「STU48號」停用，團體改以在不同場館表演的方式繼續進行公演。

## 歷史

### 2016年
- 10月10日，AKB48營運方於《AKB48家族 猜拳大會2016》上，宣布將於隔年夏天成立以瀨戶內海周邊的山口、廣島、岡山、兵庫、愛媛、香川、德島等7縣為主要根據地，並以船上劇場形式活動的姐妹團體[3]。

### 2017年
- 1月16日－2月5日，一期生招募活動開始。
- 2月22日，AKB48 Team 4副隊長岡田奈奈在個人SHOWROOM頻道上宣佈兼任STU48成員[7]。在稍后于23日凌晨的日本放送直播节目《AKB48的All Night Nippon（日语：AKB48のオールナイトニッポン）》中，HKT48的指原莉乃电话连线宣佈兼任STU48，同時擔任劇場經理，其後岡田奈奈在節目中被任命為STU48的隊長[8]。
- 3月19日，举行1期生的最终甄选，共有44人合格。同日公佈將會在AKB48的第48張單曲《空有願望》中收錄STU48的首支原創曲，由瀧野由美子擔任Center（中心成員）[5][6]。
- 3月21日，宣布第二位劇場經理將由山本學出任[9]。
- 3月31日，正式於官網公布1期生31名成員。
- 5月3日，除指原莉乃以外的全體32名成員，於廣島市舉行的2017年廣島花漾祭（日语：ひろしまフラワーフェスティバル）舉行見面會，為STU48首次的公開活動[10][11]。
- 5月31日，AKB48第48張單曲《空有願望》正式發行，其中劇場盤版本收錄STU48首支原創曲《瀨戶內之聲》[12]。
- 6月3日，STU48首場公演於岡山市岡山永旺夢樂城（日语：イオンモール岡山）內的「岡山未來表演廳」舉行[13]。
- 10月1日，船上劇場官方部落格「船通信」正式開通上線[14]。
- 11月25日，指原莉乃於「濑户内7县巡演〜初次见面、我们是STU48。〜（瀬戸内7県ツアー 〜はじめまして、STU48です。〜）」 广岛夜公演上宣布解除STU48兼任並辭去STU48剧场經理職務[15]。

### 2018年
- 1月6日，於東京AKB48劇場舉辦两场出張公演（客場公演）[16]。
- 1月16日，首個面向東京都會區的常規節目《STU48的SETOBINGO!（日语：STU48のセトビンゴ!）》在日本電視台的週一深夜時段（即週二凌晨）播出。
- 1月21日，於東京首次舉辦單獨演唱會「STU48單獨演唱會～請成為我們的粉絲～」[17]。
- 1月31日，出道單曲《暗闇》由國王唱片發行，Center由瀧野由美子擔任[18]。
- 3月12日，從廣島開始，在瀨戶內7個都市舉辦為期三個月的「瀨戶內7縣陸上公演」巡演[19]。
- 4月14日，於岡山永旺夢樂城舉辦的「瀨戶內7縣巡迴握手會」岡山場活動中與博多港現場連線，正式公布即將改裝搭載STU48專屬劇場的壹岐對馬海運公司所屬渡輪「三笠」（みかさ）外觀[20]。
- 6月16日，於名古屋巨蛋舉行的「AKB48第53張單曲世界選拔總選舉」開票活動中，瀧野由美子獲得第74名，石田千穗獲得第99名，兩人為首度入圍選拔總選舉排名的1期生成員[21]。
- 6月17日，於名古屋巨蛋舉行的「AKB48第53張單曲世界選拔總選舉」賽後感謝握手會上宣布將發行第2張單曲的消息，同時發表16人選拔名單，瀧野由美子繼續獲選為Center[22][23]。
- 7月11日，因西日本豪雨於當地造成嚴重損害，STU48營運方宣布原訂於8月29日發行的第2張單曲將延後發行，船上劇場夏季開幕計畫也將暫緩施行[24][25]。為了讓受災戶重建家園，儘速回復正常生活，作為「為了誰」計畫的一環，AKB48集團舉辦賑災募款重建支援活動，於各劇場及握手會會場設置募款箱，接受各界提供的捐款[26]，另外與DMO共同合作的「加油！瀨戶内」的募款活動亦正式展開[27][28]。9月至10月的慈善巡迴演唱會預定於大阪、福岡及東京等3個城市舉辦[29]。
- 10月25日，於「STU48 陸上公演〜出航準備中！〜」首日公演中宣布組成5個小隊，各小隊除既有活動外，亦會進行主題各異的「課外活動」[30]。
- 11月15日，於「第60屆日本唱片大獎（日语：第60回日本レコード大賞）」中獲得「新人獎」，並獲得「最優秀新人獎」提名[31]。
- 12月30日，參加第60屆日本唱片大獎頒獎典禮，並以「新人獎」得獎者身分登台演出[31]。

### 2019年
- 2月13日，第2張單曲《等待微風》發行[32]。
- 4月11日，船上劇場「STU48號」改裝完成[33][34][35][36]。
- 4月16日，STU48號初日公演「GO! GO! little SEABIRDS!!」於廣島國際渡輪碼頭舉行[37]，標誌STU48的船上劇場正式啟用。
- 7月31日，發行第3張單曲《最喜歡的人》[38][39]。
- 8月3日，二期生招募活動開始[40]。
- 10月27日，舉辦二期生徵選最終審査，合格者共有25名[41]，正式加入的二期研究生共有24名[42]。
- 11月28日，初中生以上年齡的成員開始分批開設個人Twitter帳號[43]。此前營運單位對成員的SNS管道使用較為謹慎，除了SHOWROOM沒有限制之外，Twitter或Instagram的個人帳號僅有少數成員因特定目的得以開設；後來營運單位在9月15日開設瀧野由美子的個人Instagram帳號、以及石田千穗的個人Twitter帳號，並立下規定，如果上述兩個帳號的跟隨人數，能在10月底前超過87,276——即STU48官方Twitter帳號在日本時間9月15日中午12時的跟隨人數，就全面解除成員開設Twitter帳號的限制，反之則不僅無法解禁，上述兩個帳號也必須刪除[44]。最終兩人達成目標。
- 12月21日、22日，二期生首次公開活動在停泊於廣島國際渡輪碼頭的STU48號上舉行[45]。

### 2020年
- 1月18日，在東京巨蛋城表演廳舉行的「STU48选拔成员演唱会～尽量不沾染东京的习气回去。～」（STU48選抜メンバーコンサート～東京には染まらないで帰ります。～）上，岡田奈奈宣布任命今村美月接任STU48隊長，同時任命福田朱里擔任新設置的副隊長職位，岡田則繼續兼任AKB48與STU48成員[46][47]。
- 1月29日，發行第4張單曲《無謀的夢想永不醒來》[48]。
- 4月10日，受政府因應日本受新型冠狀病毒疫情影響公布的「緊急事態宣言」影响，STU48營運方宣布原訂於5月27日發行的第5張單曲將延後發行[49][50]。
- 7月9日，營運方宣布船上專用劇場「STU48號」將於2021年春天關閉[51][52]。
- 7月31日，營運方宣布取消劇場經理制度[53][54]。擔任此職務的山本學即日起正式卸任[53]。
- 9月2日，發行第5張單曲《談個能夠回憶的戀愛吧》[55]。

### 2021年
- 1月15日，舉辦「新年STU48演唱會2021〜從瀨戸内GO TO 武道館〜」[56]。
- 2月17日，發行第6張單曲《如果只是在自言自語的話》[57]。
- 3月13日，舉辦「STU48 4周年演唱會」[58]。
- 4月10日－5月23日，舉辦「謝謝！STU48號巡演」[59]，船上劇場STU48號結束營運。
- 7月17日－9月12日，舉辦「夏季的瀨戸内巡演（暫名）」[60]。
- 10月20日，發行第7張單曲《小孬孬們啊（日语：ヘタレたちよ）》。

### 2022年
- 4月13日，發行第8張單曲《這花該屬於誰的？（日语：花は誰のもの?）》。

### 2023年
- 3月15日，發行第9張單曲《呼吸的心（日语：息をする心）》。
- 11月15日，發行第10張單曲《你為什麼後悔?（日语：君は何を後悔するのか?）》。

### 2024年
- 6月12日，發行第一張專輯《令人懷舊的明天（日语：懐かしい明日）》。

## 成員
標示粗體字為隊長。

### 正規成員

#### 1期生
| 姓名       | 讀音 | 出生日期      | 加入期別 | 所屬 經紀公司 | 附註／原屬分隊                 | 總選舉 最高 名次 |
| ---------- | ---- | ------------- | -------- | ------------- | ------------------------------ | ---------------- |
| 石田千穗   |      | 2002年3月17日 | 1期      | WILD PLANET   | 前peony成員 前廣島演藝學校學員 | 99               |
| 谷口茉妃菜 |      | 2000年2月3日  | 1期      | STU           | -                              | -                |
| 兵頭葵     |      | 2001年1月18日 | 1期      | STU           | -                              | -                |
| 福田朱里   |      | 1999年3月29日 | 1期      | STU           | STU48副隊長                    | -                |

#### 選秀3期生
| 姓名     | 讀音 | 出生日期     | 加入期別 | 升格日期     | 所屬 經紀公司 | 附註                     | 總選舉 最高 名次 |
| -------- | ---- | ------------ | -------- | ------------ | ------------- | ------------------------ | ---------------- |
| 信濃宙花 |      | 2003年8月9日 | 選秀 3期 | 2019年8月3日 | STU           | 第三屆選秀會議第五輪指名 | -                |
| 中村舞   |      | 1999年4月4日 | 選秀 3期 | 2019年8月3日 | STU           | 第三屆選秀會議第一輪指名 | -                |

#### 2期生
| 姓名          | 讀音 | 出生日期       | 加入期別 | 升格日期      | 所屬 經紀公司 | 附註                              |
| ------------- | ---- | -------------- | -------- | ------------- | ------------- | --------------------------------- |
| 池田裕樂 （池田裕楽） |      | 2004年2月8日   | 2期      | 2021年10月1日 | STU           | 前廣島演藝學校學員                |
| 内海里音      |      | 2002年11月5日  | 2期      | 2021年10月1日 | STU           |                                   |
| 尾崎世里花    |      | 1997年11月16日 | 2期      | 2021年10月1日 | STU           | STU48最年長                       |
| 川又優菜      |      | 2003年12月10日 | 2期      | 2021年10月1日 | STU           | 前SPL∞ASH成員 前MAX♡GIRLS成員     |
| 工藤理子      |      | 2002年3月29日  | 2期      | 2021年10月1日 | STU           |                                   |
| 迫姫華        |      | 2007年3月14日  | 2期      | 2021年10月1日 | STU           |                                   |
| 清水紗良      |      | 2006年2月12日  | 2期      | 2021年10月1日 | STU           | 前革命少女成員 前廣島演藝學校學員 |
| 高雄彩加 （高雄さやか） |      | 1998年12月4日  | 2期      | 2021年10月1日 | STU           |                                   |
| 原田清花      |      | 2001年6月19日  | 2期      | 2021年10月1日 | STU           |                                   |
| 宗雪里香      |      | 2000年6月5日   | 2期      | 2021年10月1日 | STU           |                                   |
| 吉田彩良      |      | 2002年2月19日  | 2期      | 2021年10月1日 | STU           |                                   |
| 渡邊菜月 （渡辺菜月） |      | 2000年12月12日 | 2期      | 2021年10月1日 | STU           |                                   |

#### 2.5期生
| 姓名          | 讀音 | 出生日期       | 加入期別 | 升格日期     | 所屬 經紀公司 | 附註        |
| ------------- | ---- | -------------- | -------- | ------------ | ------------- | ----------- |
| 岡田杏美 （岡田あずみ） |      | 2003年1月20日  | 2.5期    | 2024年4月1日 | STU           | STU48 隊長  |
| 岡村梨央      |      | 2008年10月8日  | 2.5期    | 2024年4月1日 | STU           |             |
| 久留島優果    |      | 2005年9月24日  | 2.5期    | 2024年4月1日 | STU           |             |
| 諸葛望愛      |      | 2009年11月11日 | 2.5期    | 2024年4月1日 | STU           | STU48最年少 |

#### 3期生
| 姓名          | 讀音 | 出生日期      | 加入期別 | 升格日期      | 所屬 經紀公司 | 附註 |
| ------------- | ---- | ------------- | -------- | ------------- | ------------- | ---- |
| 新井梨杏      |      | 2008年10月5日 | 3期      | 2024年5月1日  | STU           |      |
| 石原侑奈      |      | 2004年8月7日  | 3期      | 2024年12月1日 | STU           |      |
| 曾川咲葵 （曽川咲葵） |      | 2005年8月19日 | 3期      | 2024年5月1日  | STU           |      |
| 濱田響 （濵田響）   |      | 2003年1月23日 | 3期      | 2025年6月1日  | STU           |      |
| 森末妃奈      |      | 2002年6月20日 | 3期      | 2024年12月1日 | STU           |      |

### 研究生
| 姓名        | 讀音 | 出生日期       | 加入期別 | 所屬 經紀公司 | 附註 |
| ----------- | ---- | -------------- | -------- | ------------- | ---- |
| 奥田唯菜    |      | 2006年7月7日   | 3期      | STU           |      |
| 北澤莓 （北澤苺） |      | 2004年12月27日 | 3期      | STU           |      |

### 前成員

#### 正規成員
| 姓名          | 讀音 | 出生日期       | 加入期別   | 最終 在籍日期  | 現所屬 經紀公司      | 備註                                                                | 總選舉 最高排名 |
| ------------- | ---- | -------------- | ---------- | -------------- | -------------------- | ------------------------------------------------------------------- | --------------- |
| 黑岩唯        |      | 2002年8月11日  | 1期        | 2017年11月18日 | -                    | 請辭                                                                | -               |
| 指原莉乃      |      | 1992年11月21日 | AKB48 5期  | 2017年11月25日 | 太田制作             | 兼任解除 前STU48劇場經理                                            | 1               |
| 尾崎舞美      |      | 2000年12月18日 | 1期        | 2018年3月31日  | TWIN PLANET EHIME    | 請辭 現BicFooters成員                                               | -               |
| 張織慧        |      | 2001年10月18日 | 1期        | 2018年4月15日  | Discovery Next       | 畢業 中國籍 現1000日限定偶像團最後的晚餐成員                        | -               |
| 鹽井日奈子    |      | 2000年1月7日   | 1期        | 2018年7月22日  | -                    | 畢業                                                                | -               |
| 佐野遥        |      | 1995年8月16日  | 1期        | 2019年4月13日  | -                    | 畢業                                                                | -               |
| 菅原早記      |      | 2001年11月14日 | 1期        | 2019年5月6日   | PLATINUM PRODUCTION  | 畢業                                                                | -               |
| 市岡愛弓      |      | 2003年8月21日  | 1期        | 2019年8月11日  | -                    | 畢業 現為≒JOY的成員（藝名：市原愛弓）                               | -               |
| 門田桃奈      |      | 1999年8月26日  | 1期        | 2019年8月11日  | -                    | 畢業                                                                | -               |
| 土路生優里    |      | 1999年3月24日  | 1期        | 2019年10月30日 | A-team               | 當日畢業公演                                                        | -               |
| 三島遙香      |      | 1998年4月14日  | 1期        | 2019年12月8日  | -                    | 當日畢業公演                                                        | -               |
| 森香穗        |      | 1997年6月1日   | 1期        | 2019年12月12日 | 01familia            | 當日畢業公演                                                        | -               |
| 藤原梓 （）   |      | 1998年5月10日  | 1期        | 2020年3月10日  | -                    | 7月29日畢業公演                                                     | -               |
| 磯貝花音      |      | 2000年6月1日   | 1期        | 2020年5月10日  | -                    | 9月12日畢業公演                                                     | -               |
| 新谷野野花    |      | 2004年5月23日  | 1期        | 2020年7月31日  | -                    | 畢業                                                                | -               |
| 田中皓子      |      | 1996年6月16日  | 1期        | 2021年3月21日  | -                    | 畢業                                                                | -               |
| 大谷滿理奈    |      | 2004年2月14日  | 1期        | 2021年6月5日   | -                    | 畢業 前MAX♡GIRLS成員 前廣島演藝學校學員                             | -               |
| 藪下楓        |      | 2000年10月7日  | 1期        | 2021年8月8日   | -                    | 畢業 NMB48前成员藪下柊的妹妹                                        | -               |
| 今泉美利愛    |      | 2001年10月5日  | 2期        | 2021年10月30日 | -                    | 請辭                                                                | -               |
| 中廣彌生 （中廣弥生） |      | 2002年3月29日  | 2期        | 2021年10月30日 | -                    | 請辭                                                                | -               |
| 南有梨菜      |      | 2002年12月18日 | 2期        | 2021年10月30日 | -                    | 請辭                                                                | -               |
| 門脇實優菜    |      | 2003年3月11日  | 1期        | 2021年11月18日 | -                    | 請辭 前Alivio High Level Lesson School學員 曾為草莓小姐2017入選成員 | -               |
| 榊美優        |      | 2002年4月28日  | 1期        | 2021年12月28日 | -                    | 畢業                                                                | -               |
| 田口玲佳      |      | 2001年6月2日   | 2期        | 2022年2月5日   | -                    | 畢業                                                                | -               |
| 岡田奈奈      |      | 1997年11月7日  | AKB48 14期 | 2022年3月18日  | Avex Asunaro Company | 解除兼任 前STU48隊長                                                | 5               |
| 矢野帆夏      |      | 1999年8月6日   | 1期        | 2022年9月23日  | -                    | 畢業                                                                | -               |
| 田中美帆      |      | 2002年9月3日   | 2期        | 2023年3月26日  | -                    | 畢業                                                                | -               |
| 吉崎凜子      |      | 2002年9月8日   | 2期        | 2023年4月29日  | -                    | 畢業                                                                | -               |
| 川又安奈 （川又あん奈） |      | 2002年11月4日  | 2期        | 2023年11月5日  | -                    | 畢業                                                                | -               |
| 瀧野由美子    |      | 1997年9月24日  | 1期        | 2023年11月30日 | Mama&Son             | 畢業                                                                | 74              |
| 今村美月      |      | 2000年2月19日  | 1期        | 2024年3月31日  | -                    | 前STU48隊長（第2任） 前SPL∞ASH成員 畢業                             | -               |
| 石田南 （石田みなみ）   |      | 1998年10月11日 | 1期        | 2024年4月6日   | -                    | 畢業                                                                | -               |
| 立仙百佳      |      | 2004年11月30日 | 2期        | 2024年4月7日   | -                    | 畢業 AKB48前成員立仙愛理的妹妹                                      | -               |
| 沖侑果        |      | 1999年12月1日  | 選秀3期    | 2024年4月20日  | -                    | 畢業                                                                | -               |
| 鈴木彩夏      |      | 2000年8月24日  | 2期        | 2024年4月29日  | -                    | 畢業                                                                | -               |
| 岩田陽菜      |      | 2003年2月21日  | 1期        | 2024年5月1日   | -                    | 畢業                                                                | -               |
| 甲斐心愛      |      | 2003年11月28日 | 1期        | 2024年6月1日   | Orb Promotion        | 移籍至KLP48                                                         | -               |
| 森下舞羽      |      | 2004年10月4日  | 1期        | 2024年7月31日  | -                    | 畢業                                                                | -               |
| 壁島結華      |      | 2003年12月23日 | 3期        | 2024年10月31日 | -                    | 畢業                                                                | -               |
| 小島愛子      |      | 1997年12月7日  | 2期        | 2024年11月30日 | -                    | 畢業                                                                | -               |
| 峯吉愛梨沙    |      | 2004年9月2日   | 1期        | 2025年3月31日  | -                    | 畢業 前peony成員 前廣島演藝學校學員                                 | -               |
| 井出叶        |      | 2004年11月2日  | 3期        | 2025年4月20日  | -                    | 畢業                                                                | -               |

#### 研究生
| 姓名            | 讀音 | 出生日期      | 加入期別 | 最終 在籍日期 | 現所屬 經紀公司 | 備註                                                           | 總選舉 最高排名 |
| --------------- | ---- | ------------- | -------- | ------------- | --------------- | -------------------------------------------------------------- | --------------- |
| 溝口亞以子      |      | 2001年8月20日 | 選秀 3期 | 2019年3月10日 | -               | 第三屆選秀會議第四輪指名 請辭                                  | -               |
| 由良朱合        |      | 1999年3月12日 | 選秀 3期 | 2019年8月11日 | -               | 第三屆選秀會議第三輪指名 前SPL∞ASH成員 前廣島演藝學校學員 畢業 | -               |
| 近藤爱丽丝 （近藤ありす） |      | 2003年2月13日 | 2期      | 2020年4月2日  | -               | 請辭                                                           | -               |
| 田村菜月        |      | 2002年8月4日  | 2期      | 2021年7月25日 | -               | 請辭                                                           | -               |
| 清水理紗子 （清水りさ子） |      | 2005年1月15日 | 3期      | 2024年2月25日 | -               | 請辭                                                           | -               |
| 長谷川乃彩      |      | 2004年9月19日 | 3期      | 2024年6月14日 | -               | 請辭                                                           | -               |
| 岩崎春望 （岩﨑春望）   |      | 2006年4月7日  | 3期      | 2024年6月30日 | -               | 請辭                                                           | -               |
| 藤井里詠        |      | 2005年11月3日 | 3期      | 2024年7月20日 | -               | 請辭                                                           | -               |
| 梶原未羽        |      | 2009年8月11日 | 3期      | 2024年12月8日 | -               | 請辭                                                           | -               |

## 成員變化

### 成員增減
| 日期     | 事项                                                        | 増減   | 人數   | 人數   | 人數   | 人數    | 人數   | 人數   | 人數   | 人數   | 加入期别 人数变动               |
| 2017年   | 2017年                                                      | 2017年 | 2017年 | 2017年 | 2017年 | 2017年  | 2017年 | 2017年 | 2017年 | 2017年 | 2017年                          |
| -------- | ----------------------------------------------------------- | ------ | ------ | ------ | ------ | ------- | ------ | ------ | ------ | ------ | ------------------------------- |
| 2月22日  | AKB48 Team 4岡田奈奈宣布兼任                                | +1     | 1      | 1      | 1      | 1       | 1      | 1      | 1      | 1      |                                 |
| 2月23日  | HKT48 Team H指原莉乃宣布兼任                                | +1     | 2      | 2      | 2      | 2       | 2      | 2      | 2      | 2      |                                 |
| 3月31日  | 公布1期生個人资料                                           | +31    | 33     | 33     | 33     | 33      | 33     | 33     | 33     | 33     | 1期生31人                       |
| 5月3日   | 成员首次公開活動                                            |        | 33     | 33     | 33     | 33      | 33     | 33     | 33     | 33     |                                 |
| 11月18日 | 黑岩唯請辭                                                  | -1     | 32     | 32     | 32     | 32      | 32     | 32     | 32     | 32     | 1期生31人→30人                  |
| 11月25日 | 指原莉乃兼任解除                                            | -1     | 31     | 31     | 31     | 31      | 31     | 31     | 31     | 31     |                                 |
| 2018年   | 2018年                                                      | 2018年 | 全     | 正     | 1期    | 選秀3期 | -      | -      | -      | 研     | 加入期别 人数变动               |
| 3月3日   | 公布選秀3期生成員                                           | +5     | 36     | 31     | 31     | 5       |        |        |        | 5      | 選秀3期生5人                    |
| 3月31日  | 尾崎舞美請辭                                                | -1     | 35     | 30     | 30     | 5       |        |        |        | 5      | 1期生30人→29人                  |
| 4月15日  | 張織慧畢業                                                  | -1     | 34     | 29     | 29     | 5       |        |        |        | 5      | 1期生29人→28人                  |
| 7月22日  | 鹽井日奈子畢業                                              | -1     | 33     | 28     | 28     | 5       |        |        |        | 5      | 1期生28人→27人                  |
| 2019年   | 2019年                                                      | 2019年 | 全     | 正     | 1期    | 選秀3期 | 2期    | -      | -      | 研     | 加入期别 人數變動               |
| 3月10日  | 研究生溝口亞以子請辭                                        | -1     | 32     | 28     | 28     | 4       |        |        |        | 4      | 選秀3期生5人→4人                |
| 4月13日  | 佐野遙畢業                                                  | -1     | 31     | 27     | 27     | 4       |        |        |        | 4      | 1期生27人→26人                  |
| 5月6日   | 菅原早記畢業                                                | -1     | 30     | 26     | 26     | 4       |        |        |        | 4      | 1期生26人→25人                  |
| 8月3日   | 研究生沖侑果、信濃宙花、中村舞升格為正式成員                |        | 30     | 29     | 26     | 4       |        |        |        | 1      |                                 |
| 8月11日  | 市岡愛弓、門田桃奈、研究生由良朱合畢業                      | -3     | 27     | 27     | 24     | 3       |        |        |        | 0      | 1期生25人→23人 選秀3期生4人→3人 |
| 10月30日 | 土路生優里畢業                                              | -1     | 26     | 26     | 23     | 3       |        |        |        | 0      | 1期生23人→22人                  |
| 12月8日  | 三島遙香畢業                                                | -1     | 25     | 25     | 22     | 3       |        |        |        | 0      | 1期生22人→21人                  |
| 12月8日  | 森香穗畢業                                                  | -1     | 24     | 24     | 21     | 3       |        |        |        | 0      | 1期生21人→20人                  |
| 12月21日 | 公布2期生成員                                               | +24    | 48     | 24     | 21     | 3       | 24     |        |        | 24     | 2期生24人                       |
| 2020年   | 2020年                                                      | 2020年 | 全     | 正     | 1期    | 選秀3期 | 2期    | -      | -      | 研     | 加入期别 人數變動               |
| 3月10日  | 藤原梓畢業                                                  | -1     | 47     | 23     | 20     | 3       | 24     |        |        | 24     | 1期生20人→19人                  |
| 3月10日  | 研究生近藤爱丽丝請辭                                        | -1     | 46     | 23     | 20     | 3       | 23     |        |        | 23     | 2期生24人→23人                  |
| 5月10日  | 磯貝花音畢業                                                | -1     | 45     | 22     | 19     | 3       | 23     |        |        | 23     | 1期生19人→18人                  |
| 7月31日  | 新谷野野花畢業                                              | -1     | 44     | 21     | 18     | 3       | 23     |        |        | 23     | 1期生18人→17人                  |
| 2021年   | 2021年                                                      | 2021年 | 全     | 正     | 1期    | 選秀3期 | 2期    | -      | -      | 研     | 加入期别 人数变动               |
| 3月21日  | 田中皓子畢業                                                | -1     | 43     | 20     | 17     | 3       | 23     |        |        | 23     | 1期生17人→16人                  |
| 6月5日   | 大谷滿理奈畢業                                              | -1     | 42     | 19     | 16     | 3       | 23     |        |        | 23     | 1期生16人→15人                  |
| 7月25日  | 研究生田村菜月請辭                                          | -1     | 41     | 19     | 16     | 3       | 22     |        |        | 22     | 2期生23人→22人                  |
| 8月8日   | 藪下楓畢業                                                  | -1     | 40     | 18     | 15     | 3       | 22     |        |        | 22     | 1期生15人→14人                  |
| 10月1日  | 2期研究生22名升格為正式成員                                 |        | 40     | 40     | 15     | 3       | 22     |        |        | 0      |                                 |
| 10月30日 | 今泉美利愛、中廣彌生、南有梨菜請辭                          | -3     | 37     | 37     | 15     | 3       | 19     |        |        | 0      | 2期生22人→19人                  |
| 11月18日 | 門脇實優菜請辭                                              | -1     | 36     | 36     | 14     | 3       | 19     |        |        | 0      | 1期生14人→13人                  |
| 12月28日 | 榊美優畢業                                                  | -1     | 35     | 35     | 13     | 3       | 19     |        |        | 0      | 1期生13人→12人                  |
| 2022年   | 2022年                                                      | 2022年 | 全     | 正     | 1期    | 選秀3期 | 2期    | 2.5期  |        | 研     | 加入期别 人数变动               |
| 2月5日   | 田口玲佳畢業                                                | -1     | 34     | 34     | 13     | 3       | 18     |        |        | 0      | 2期生19人→18人                  |
| 3月18日  | 冈田奈奈兼任解除                                            | -1     | 33     | 33     | 12     | 3       | 18     |        |        | 0      |                                 |
| 5月3日   | 公布 New Wave Project 研究生                                | +4     | 37     | 33     | 12     | 3       | 18     | 4      |        | 4      | New Wave Project 4人            |
| 9月23日  | 矢野帆夏畢業                                                | -1     | 36     | 32     | 11     | 3       | 18     | 4      |        | 4      | 1期生12人→11人                  |
| 2023年   | 2023年                                                      | 2023年 | 全     | 正     | 1期    | 選秀3期 | 2期    | 2.5期  | 3期    | 研     | 加入期别 人數變動               |
| 3月26日  | 田中美帆畢業                                                | -1     | 35     | 31     | 11     | 3       | 17     | 4      |        | 4      | 2期生18人→17人                  |
| 4月9日   | 公布3期生成員                                               | +14    | 49     | 31     | 11     | 3       | 17     | 4      | 14     | 18     | 3期生14人                       |
| 4月29日  | 吉崎凜子畢業                                                | -1     | 48     | 30     | 11     | 3       | 16     | 4      | 14     | 18     | 2期生17人→16人                  |
| 11月5日  | 川又安奈畢業                                                | -1     | 47     | 29     | 11     | 3       | 15     | 4      | 14     | 18     | 2期生16人→15人                  |
| 11月30日 | 瀧野由美子畢業                                              | -1     | 46     | 28     | 10     | 3       | 15     | 4      | 14     | 18     | 1期生11人→10人                  |
| 2024年   | 2024年                                                      | 2024年 | 全     | 正     | 1期    | 選秀3期 | 2期    | 2.5期  | 3期    | 研     | 加入期别 人數變動               |
| 2月25日  | 研究生清水理紗子請辭                                        | -1     | 45     | 28     | 10     | 3       | 15     | 4      | 13     | 17     | 3期生14人→13人                  |
| 3月31日  | 今村美月畢業                                                | -1     | 44     | 27     | 9      | 3       | 15     | 4      | 13     | 17     | 1期生10人→9人                   |
| 4月1日   | 2.5期研究生4名升格為正式成員                                |        | 44     | 31     | 9      | 3       | 15     | 4      | 13     | 13     |                                 |
| 4月6日   | 石田南畢業                                                  | -1     | 43     | 26     | 8      | 3       | 15     | 4      | 13     | 13     | 1期生9人→8人                    |
| 4月7日   | 立仙百佳畢業                                                | -1     | 42     | 25     | 8      | 3       | 14     | 4      | 13     | 13     | 2期生15人→14人                  |
| 4月20日  | 沖侑果畢業                                                  | -1     | 41     | 24     | 8      | 2       | 14     | 4      | 13     | 13     | 選秀3期生3人→2人                |
| 4月29日  | 鈴木彩夏畢業                                                | -1     | 40     | 23     | 8      | 2       | 13     | 4      | 13     | 13     | 2期生14人→13人                  |
| 5月1日   | 研究生新井梨杏、井出葉、壁島結華、曾川咲葵升格 岩田陽菜畢業 | -1     | 39     | 22     | 7      | 2       | 13     | 4      | 4(13)  | 9      | 1期生8人→7人                    |
| 6月1日   | 甲斐心愛移籍至KLP48                                         | -1     | 38     | 21     | 6      | 2       | 13     | 4      | 4(13)  | 9      | 1期生7人→6人                    |
| 6月14日  | 研究生長谷川乃彩請辭                                        | -1     | 37     | 21     | 6      | 2       | 13     | 4      | 4(12)  | 8      | 3期生13人→12人                  |
| 6月30日  | 研究生岩崎春望請辭                                          | -1     | 36     | 21     | 6      | 2       | 13     | 4      | 4(11)  | 7      | 3期生12人→11人                  |
| 7月20日  | 研究生藤井裡詠請辭                                          | -1     | 35     | 21     | 6      | 2       | 13     | 4      | 4(10)  | 6      | 3期生11人→10人                  |
| 7月31日  | 森下舞羽畢業                                                | -1     | 34     | 20     | 5      | 2       | 13     | 4      | 4(10)  | 6      | 1期生6人→5人                    |
| 10月31日 | 壁島結華畢業                                                | -1     | 33     | 19     | 5      | 2       | 13     | 4      | 3(9)   | 6      | 3期生10人→9人                   |
| 11月30日 | 小島愛子畢業                                                | -1     | 32     | 18     | 5      | 2       | 12     | 4      | 3(9)   | 6      | 2期生13人→12人                  |
| 12月1日  | 研究生石原侑奈、森末妃奈升格                                |        | 32     | 18     | 5      | 2       | 12     | 4      | 5(9)   | 4      |                                 |
| 12月8日  | 研究生梶原未羽請辭                                          | -1     | 31     | 18     | 5      | 2       | 12     | 4      | 5(8)   | 3      | 3期生9人→8人                    |
| 2025年   | 2025年                                                      | 2025年 | 全     | 正     | 1期    | 選秀3期 | 2期    | 2.5期  | 3期    | 研     | 加入期别 人數變動               |
| 3月31日  | 峯吉愛梨沙畢業                                              | -1     | 30     | 17     | 4      | 2       | 12     | 4      | 5(8)   | 3      | 1期生5人→4人                    |
| 4月20日  | 井出葉畢業                                                  | -1     | 29     | 16     | 4      | 2       | 12     | 4      | 4(8)   | 3      | 3期生8人→7人                    |
| 6月1日   | 研究生濱田響升格                                            |        | 29     | 17     | 4      | 2       | 12     | 4      | 5(2)   | 2      |                                 |

### 自研究生升為正式成員之升格者
| 升格日期 | 姓名       | 加入期別 | 備註 |        |
| 2019年   | 2019年     | 2019年   | 2019年 | 2019年 |
| -------- | ---------- | -------- | --- | ------ |
| 8月3日   | 沖侑果     | 選秀3期  | 選秀3期最初暨最後的升格者 沖侑果於2024年4月20日畢業 |        |
| 8月3日   | 信濃宙花   | 選秀3期  | 選秀3期最初暨最後的升格者 沖侑果於2024年4月20日畢業 |        |
| 8月3日   | 中村舞     | 選秀3期  | 選秀3期最初暨最後的升格者 沖侑果於2024年4月20日畢業 |        |
| 2021年   |            |          | |        |
| 10月1日  | 池田裕樂   | 2期      | 2期最初暨最後的升格者 今泉美利愛、中廣彌生、南有梨菜於2021年10月30日請辭 田口玲佳於2022年2月5日畢業 田中美帆於2023年3月26日畢業 吉崎凜子於2023年4月29日畢業 川又安奈於2023年11月5日畢業 立仙百佳於2024年4月7日畢業 鈴木彩夏於2024年4月29日畢業 |        |
| 10月1日  | 今泉美利愛 | 2期      | 2期最初暨最後的升格者 今泉美利愛、中廣彌生、南有梨菜於2021年10月30日請辭 田口玲佳於2022年2月5日畢業 田中美帆於2023年3月26日畢業 吉崎凜子於2023年4月29日畢業 川又安奈於2023年11月5日畢業 立仙百佳於2024年4月7日畢業 鈴木彩夏於2024年4月29日畢業 |        |
| 10月1日  | 内海里音   | 2期      | 2期最初暨最後的升格者 今泉美利愛、中廣彌生、南有梨菜於2021年10月30日請辭 田口玲佳於2022年2月5日畢業 田中美帆於2023年3月26日畢業 吉崎凜子於2023年4月29日畢業 川又安奈於2023年11月5日畢業 立仙百佳於2024年4月7日畢業 鈴木彩夏於2024年4月29日畢業 |        |
| 10月1日  | 尾崎世里花 | 2期      | 2期最初暨最後的升格者 今泉美利愛、中廣彌生、南有梨菜於2021年10月30日請辭 田口玲佳於2022年2月5日畢業 田中美帆於2023年3月26日畢業 吉崎凜子於2023年4月29日畢業 川又安奈於2023年11月5日畢業 立仙百佳於2024年4月7日畢業 鈴木彩夏於2024年4月29日畢業 |        |
| 10月1日  | 川又安奈   | 2期      | 2期最初暨最後的升格者 今泉美利愛、中廣彌生、南有梨菜於2021年10月30日請辭 田口玲佳於2022年2月5日畢業 田中美帆於2023年3月26日畢業 吉崎凜子於2023年4月29日畢業 川又安奈於2023年11月5日畢業 立仙百佳於2024年4月7日畢業 鈴木彩夏於2024年4月29日畢業 |        |
| 10月1日  | 川又優菜   | 2期      | 2期最初暨最後的升格者 今泉美利愛、中廣彌生、南有梨菜於2021年10月30日請辭 田口玲佳於2022年2月5日畢業 田中美帆於2023年3月26日畢業 吉崎凜子於2023年4月29日畢業 川又安奈於2023年11月5日畢業 立仙百佳於2024年4月7日畢業 鈴木彩夏於2024年4月29日畢業 |        |
| 10月1日  | 工藤理子   | 2期      | 2期最初暨最後的升格者 今泉美利愛、中廣彌生、南有梨菜於2021年10月30日請辭 田口玲佳於2022年2月5日畢業 田中美帆於2023年3月26日畢業 吉崎凜子於2023年4月29日畢業 川又安奈於2023年11月5日畢業 立仙百佳於2024年4月7日畢業 鈴木彩夏於2024年4月29日畢業 |        |
| 10月1日  | 小島愛子   | 2期      | 2期最初暨最後的升格者 今泉美利愛、中廣彌生、南有梨菜於2021年10月30日請辭 田口玲佳於2022年2月5日畢業 田中美帆於2023年3月26日畢業 吉崎凜子於2023年4月29日畢業 川又安奈於2023年11月5日畢業 立仙百佳於2024年4月7日畢業 鈴木彩夏於2024年4月29日畢業 |        |
| 10月1日  | 迫姫華     | 2期      | 2期最初暨最後的升格者 今泉美利愛、中廣彌生、南有梨菜於2021年10月30日請辭 田口玲佳於2022年2月5日畢業 田中美帆於2023年3月26日畢業 吉崎凜子於2023年4月29日畢業 川又安奈於2023年11月5日畢業 立仙百佳於2024年4月7日畢業 鈴木彩夏於2024年4月29日畢業 |        |
| 10月1日  | 清水紗良   | 2期      | 2期最初暨最後的升格者 今泉美利愛、中廣彌生、南有梨菜於2021年10月30日請辭 田口玲佳於2022年2月5日畢業 田中美帆於2023年3月26日畢業 吉崎凜子於2023年4月29日畢業 川又安奈於2023年11月5日畢業 立仙百佳於2024年4月7日畢業 鈴木彩夏於2024年4月29日畢業 |        |
| 10月1日  | 鈴木彩夏   | 2期      | 2期最初暨最後的升格者 今泉美利愛、中廣彌生、南有梨菜於2021年10月30日請辭 田口玲佳於2022年2月5日畢業 田中美帆於2023年3月26日畢業 吉崎凜子於2023年4月29日畢業 川又安奈於2023年11月5日畢業 立仙百佳於2024年4月7日畢業 鈴木彩夏於2024年4月29日畢業 |        |
| 10月1日  | 高雄彩加   | 2期      | 2期最初暨最後的升格者 今泉美利愛、中廣彌生、南有梨菜於2021年10月30日請辭 田口玲佳於2022年2月5日畢業 田中美帆於2023年3月26日畢業 吉崎凜子於2023年4月29日畢業 川又安奈於2023年11月5日畢業 立仙百佳於2024年4月7日畢業 鈴木彩夏於2024年4月29日畢業 |        |
| 10月1日  | 田口玲佳   | 2期      | 2期最初暨最後的升格者 今泉美利愛、中廣彌生、南有梨菜於2021年10月30日請辭 田口玲佳於2022年2月5日畢業 田中美帆於2023年3月26日畢業 吉崎凜子於2023年4月29日畢業 川又安奈於2023年11月5日畢業 立仙百佳於2024年4月7日畢業 鈴木彩夏於2024年4月29日畢業 |        |
| 10月1日  | 田中美帆   | 2期      | 2期最初暨最後的升格者 今泉美利愛、中廣彌生、南有梨菜於2021年10月30日請辭 田口玲佳於2022年2月5日畢業 田中美帆於2023年3月26日畢業 吉崎凜子於2023年4月29日畢業 川又安奈於2023年11月5日畢業 立仙百佳於2024年4月7日畢業 鈴木彩夏於2024年4月29日畢業 |        |
| 10月1日  | 中廣彌生   | 2期      | 2期最初暨最後的升格者 今泉美利愛、中廣彌生、南有梨菜於2021年10月30日請辭 田口玲佳於2022年2月5日畢業 田中美帆於2023年3月26日畢業 吉崎凜子於2023年4月29日畢業 川又安奈於2023年11月5日畢業 立仙百佳於2024年4月7日畢業 鈴木彩夏於2024年4月29日畢業 |        |
| 10月1日  | 原田清花   | 2期      | 2期最初暨最後的升格者 今泉美利愛、中廣彌生、南有梨菜於2021年10月30日請辭 田口玲佳於2022年2月5日畢業 田中美帆於2023年3月26日畢業 吉崎凜子於2023年4月29日畢業 川又安奈於2023年11月5日畢業 立仙百佳於2024年4月7日畢業 鈴木彩夏於2024年4月29日畢業 |        |
| 10月1日  | 南有梨菜   | 2期      | 2期最初暨最後的升格者 今泉美利愛、中廣彌生、南有梨菜於2021年10月30日請辭 田口玲佳於2022年2月5日畢業 田中美帆於2023年3月26日畢業 吉崎凜子於2023年4月29日畢業 川又安奈於2023年11月5日畢業 立仙百佳於2024年4月7日畢業 鈴木彩夏於2024年4月29日畢業 |        |
| 10月1日  | 宗雪里香   | 2期      | 2期最初暨最後的升格者 今泉美利愛、中廣彌生、南有梨菜於2021年10月30日請辭 田口玲佳於2022年2月5日畢業 田中美帆於2023年3月26日畢業 吉崎凜子於2023年4月29日畢業 川又安奈於2023年11月5日畢業 立仙百佳於2024年4月7日畢業 鈴木彩夏於2024年4月29日畢業 |        |
| 10月1日  | 吉崎凜子   | 2期      | 2期最初暨最後的升格者 今泉美利愛、中廣彌生、南有梨菜於2021年10月30日請辭 田口玲佳於2022年2月5日畢業 田中美帆於2023年3月26日畢業 吉崎凜子於2023年4月29日畢業 川又安奈於2023年11月5日畢業 立仙百佳於2024年4月7日畢業 鈴木彩夏於2024年4月29日畢業 |        |
| 10月1日  | 吉田彩良   | 2期      | 2期最初暨最後的升格者 今泉美利愛、中廣彌生、南有梨菜於2021年10月30日請辭 田口玲佳於2022年2月5日畢業 田中美帆於2023年3月26日畢業 吉崎凜子於2023年4月29日畢業 川又安奈於2023年11月5日畢業 立仙百佳於2024年4月7日畢業 鈴木彩夏於2024年4月29日畢業 |        |
| 10月1日  | 立仙百佳   | 2期      | 2期最初暨最後的升格者 今泉美利愛、中廣彌生、南有梨菜於2021年10月30日請辭 田口玲佳於2022年2月5日畢業 田中美帆於2023年3月26日畢業 吉崎凜子於2023年4月29日畢業 川又安奈於2023年11月5日畢業 立仙百佳於2024年4月7日畢業 鈴木彩夏於2024年4月29日畢業 |        |
| 10月1日  | 渡邊菜月   | 2期      | 2期最初暨最後的升格者 今泉美利愛、中廣彌生、南有梨菜於2021年10月30日請辭 田口玲佳於2022年2月5日畢業 田中美帆於2023年3月26日畢業 吉崎凜子於2023年4月29日畢業 川又安奈於2023年11月5日畢業 立仙百佳於2024年4月7日畢業 鈴木彩夏於2024年4月29日畢業 |        |
| 2024年   |            |          | |        |
| 4月1日   | 岡田杏美   | 2.5期    | 2.5期最初暨最後的升格者 |        |
| 4月1日   | 岡村梨央   | 2.5期    | 2.5期最初暨最後的升格者 |        |
| 4月1日   | 久留島優果 | 2.5期    | 2.5期最初暨最後的升格者 |        |
| 4月1日   | 諸葛望愛   | 2.5期    | 2.5期最初暨最後的升格者 |        |
| 5月1日   | 新井梨杏   | 3期      | 3期最初的升格者 |        |
| 5月1日   | 井出業     | 3期      | 3期最初的升格者 |        |
| 5月1日   | 壁島結華   | 3期      | 3期最初的升格者 |        |
| 5月1日   | 曽川咲葵   | 3期      | 3期最初的升格者 |        |
| 12月1日  | 石原侑奈   | 3期      | |        |
| 12月1日  | 森末妃奈   | 3期      | |        |

### 歷任隊長、副隊長
STU48隊長
1. 岡田奈奈（2017年2月23日 - 2020年1月18日）
2. 今村美月（2020年1月18日 - 2024年3月31日）[47]
3. 岡田杏美（2024年4月1日 - ）

STU48副隊長
1. 福田朱里（2020年1月18日 - ）[47]

## 小分隊

### CGB41
CGB41為參與朝日集團食品「奶油糙米麥麩餅乾」廣告演出，經「秋元康公認」的偶像團體。團體名的「CGB」取自該系列商名名稱「奶油糙米麥麩餅乾」（クリーム玄米ブラン）的拼音縮寫（Cream Gemmai Bran）。MV中該系列商品全以擬人化方式呈現，成員由STU48的選拔成員組成。新上市的2個布朗尼口味設定角色預定由2位新加入的2期生擔任。
- 岩田陽菜：草莓布朗尼
- 石田千穗：抹茶布朗尼
- 瀧野由美子：藍莓
- 磯貝花音：可可亞
- 藪下楓：奶油起司
- 今村美月：楓樹堅果與燕麥
- 土路生優里：燕麥與漿果
- 市岡愛弓：豆漿阿薩伊果
- 門脇實優菜：豆漿奶黃

### 課外活動
2018年10月25日起，除既有活動外，當時的全體成員（兼任成員岡田奈奈除外）分成5個小隊進行「課外活動」。2018年11月18日起舉辦以各小隊為主的「STU48 課外活動公演」。各小隊的隊長均有開設個人Twitter帳號。
2020年6月7日，課外活動小隊在新進的2期研究生加入後再次開始活動。原本的課外活動共有5個小隊，各小隊因成員畢業，人數有所變動，2期研究生加入後整合為4组小隊，分别以「女性旅行」、「四國」、「表演」與「主持與運動」作为活动主题，各小隊由1期生舊有分隊及2期研究生「妹妹分隊」組成。
2021年10月5日，因應2期生全體從研究生升格為正式成員，妹妹分隊併入課外活動小隊當中。
2022年10月30日，New Wave Project的研究生加入課外活動小隊。

#### Charming Trip
Charming Trip以「專屬女性的旅行」為活動主題。little Charming Trip為2期研究生組成的「妹妹分隊」。2021年10月5日，Charming Trip及little Charming Trip合併。
| 姓名       | 兼任小隊 | 備註              |
| ---------- | -------- | ----------------- |
| 石田千穗   |          | 小隊長            |
| 石田南     |          |                   |
| 岩田陽菜   |          |                   |
| 峯吉愛梨沙 | STUDIO   |                   |
| 内海里音   |          |                   |
| 高雄彩加   |          |                   |
| 原田清花   |          |                   |
| 吉田彩良   |          |                   |
| 渡邊菜月   |          |                   |
| 久留島優果 |          |                   |
| 前成員     |          |                   |
| 新谷野野花 |          | 2020年7月31日畢業 |
| 田中皓子   |          | 2021年3月21日畢業 |
| 田口玲佳   |          | 2022年2月5日畢業  |

#### 擅自的！四國觀光大使
擅自的！四國觀光大使（勝手に!四国観光大使）以「四國」為活動主題。擅自的！四國觀光導遊（勝手に！四国観光ガイド）為2期研究生組成的「妹妹分隊」。2021年10月5日，擅自的！四國觀光大使及擅自的！四國觀光導遊合併。
| 姓名       | 兼任小隊 | 備註               |
| ---------- | -------- | ------------------ |
| 谷口茉妃菜 |          |                    |
| 兵頭葵     |          |                    |
| 福田朱里   |          | 小隊長             |
| 中村舞     |          |                    |
| 沖侑果     | MiKER!   |                    |
| 川又安奈   |          |                    |
| 宗雪里香   |          |                    |
| 吉崎凜子   |          |                    |
| 立仙百佳   |          |                    |
| 田中美帆   | MiKER!   |                    |
| 岡田杏美   |          |                    |
| 前成員     |          |                    |
| 中廣彌生   |          | 2021年10月30日請辭 |
| 榊美優     |          | 2021年12月28日畢業 |

#### STUDIO
STUDIO以「表演」為活動主題。mini STUDIO為2期研究生組成的「妹妹分隊」。。2021年10月5日，STUDIO及mini STUDIO合併。
| 姓名       | 兼任小隊             | 備註                                 |
| ---------- | -------------------- | ------------------------------------ |
| 今村美月   |                      | 小隊長                               |
| 峯吉愛梨沙 |                      |                                      |
| 森下舞羽   |                      |                                      |
| 池田裕樂   |                      |                                      |
| 小島愛子   |                      |                                      |
| 迫姫華     |                      |                                      |
| 清水紗良   |                      |                                      |
| 鈴木彩夏   |                      |                                      |
| 岡村梨央   |                      |                                      |
| 前成員     |                      |                                      |
| 大谷滿理奈 |                      | 2021年6月5日畢業                     |
| 田村菜月   |                      | 前miniSTUDIO小隊長 2021年7月25日請辭 |
| 門脇實優菜 |                      | 2021年11月18日畢業                   |
| 榊美優     | 擅自的！四國觀光大使 | 2021年12月28日畢業                   |

#### MiKER!
MiKER是以「運動」與「MC」為活動主題的新小隊，由舊運動小隊（瀨戸7）與舊主持小隊（瀨戶麥克風）整合成立。。pin MiKER為2期研究生組成的「妹妹分隊」。2021年10月5日，MiKER!及pin MiKER合併。
| 姓名       | 兼任小隊             | 備註                        |
| ---------- | -------------------- | --------------------------- |
| 沖侑果     | 擅自的！四國觀光大使 | 第3代隊長                   |
| 甲斐心愛   |                      |                             |
| 信濃宙花   |                      |                             |
| 瀧野由美子 |                      |                             |
| 尾崎世里花 |                      |                             |
| 川又優菜   |                      |                             |
| 工藤理子   |                      |                             |
| 田中美帆   | 擅自的！四國觀光大使 |                             |
| 諸葛望愛   |                      |                             |
| 前成員     |                      |                             |
| 藪下楓     |                      | 第1代隊長 2021年8月8日畢業  |
| 今泉美利愛 |                      | 2021年10月30日請辭          |
| 南有梨菜   |                      | 2021年10月30日請辭          |
| 矢野帆夏   |                      | 第2代隊長 2022年9月23日畢業 |

#### 2020年6月7日前的舊小隊
| 姓名       | 兼任小隊             | 備註                         |
| ---------- | -------------------- | ---------------------------- |
| 新谷野野花 |                      |                              |
| 矢野帆夏   |                      | 代理隊長（藪下暫停活動期間） |
| 藪下楓     |                      | 隊長                         |
| 沖侑果     |                      |                              |
| 甲斐心愛   | 瀨戶7                | 2019年7月2日加入             |
| 信濃宙花   | 瀨戶7                | 2019年5月26日加入            |
| 中村舞     | 擅自的！四國觀光大使 | 2019年6月8日加入             |
| 前成員     |                      |                              |
| 佐野遙     |                      | 2019年4月13日畢業            |
| 市岡愛弓   |                      | 2019年8月11日畢業            |

| 姓名       | 兼任小隊             | 備註                         |
| ---------- | -------------------- | ---------------------------- |
| 石田千穂   |                      | 第2代隊長                    |
| 石田南     |                      |                              |
| 岩田陽菜   |                      |                              |
| 新谷野野花 | 瀨戶麥克風           | 2019年6月15日加入            |
| 田中皓子   |                      |                              |
| 前成員     |                      |                              |
| 門田桃奈   | 擅自的！四國觀光大使 | 2019年8月11日畢業            |
| 土路生優里 |                      | 第1代隊長 2019年10月30日畢業 |

| 姓名       | 兼任小隊      | 備註               |
| ---------- | ------------- | ------------------ |
| 榊美優     |               |                    |
| 谷口茉妃菜 |               |                    |
| 兵頭葵     |               |                    |
| 福田朱里   |               | 隊長               |
| 中村舞     |               |                    |
| 前成員     |               |                    |
| 門田桃奈   | Charming Trip | 2019年8月11日畢業  |
| 三島遙香   | 瀨戸7         | 2019年12月8日畢業  |
| 森香穗     |               | 2019年12月12日畢業 |

| 姓名       | 兼任小隊 | 備註              |
| ---------- | -------- | ----------------- |
| 今村美月   |          | 隊長              |
| 大谷滿理奈 |          |                   |
| 門脇實優菜 |          |                   |
| 峯吉愛梨沙 |          |                   |
| 前成員     |          |                   |
| 菅原早記   |          | 2019年5月6日畢業  |
| 由良朱合   |          | 2019年8月11日畢業 |
| 磯貝花音   |          | 2020年5月10日畢業 |

瀨戶7（瀬戸7／せとセブン）以「運動」為活動主題。
| 姓名       | 兼任小隊 | 備註                        |
| ---------- | -------- | --------------------------- |
| 甲斐心愛   |          |                             |
| 瀧野由美子 |          |                             |
| 森下舞羽   |          |                             |
| 信濃宙花   |          |                             |
| 前成員     |          |                             |
| 溝口亞以子 |          | 2019年3月10日請辭           |
| 三島遙香   | 瀨戶7    | 2019年12月8日畢業           |
| 藤原梓     |          | 第1代隊長 2020年3月10日畢業 |

## 成員招募活動

### 一期生
招募事項
- 招募資格：無其他演藝事務所或模特兒經紀約之12～22歲女性，合格後須與STU48所屬事務所簽訂專屬契約，定期前往位於廣島市的STU48劇場（暫名）參與培訓及排練活動。審査過程將透過電視、網路及其他媒體向大眾公開播映[125]。
- 報名期間：2017年1月16日－2月5日
- 第1次審査－書面審査，報名人數8061人[126]
- 第2次審査－自我才藝表演[127]：合格者102名[128]

2月18日：山口縣（周南市日昇表演廳）；參加者79名→合格者15名／廣島縣（廣島市中區廣島國際會議場）；參加者82名→合格者18名
2月19日：香川縣（高松市）；參加者79名→合格者13名／愛媛縣（松山市琪蒂表演廳）；參加者87名→合格者17名
2月25日：兵庫縣（神户市中央区）；参加者112名→合格者16名
2月26日：岡山縣（岡山市）；參加者85名→合格者12名／德島縣（德島市阿波銀行表演廳）：參加者75名→合格者10名
- SHOWROOM部門（2017年3月10日17時00分－3月15日20時00分）－第二次审查合格者在流媒体SHOWROOM中进行展示[135]
  - 参加者不公开姓名及年龄，以序号做区分，部分参加者不公开相貌进行展示。并非全部第二次审查合格者都有参加此次活动。该活动的展示内容，获得点数及排名作为最终审查的参考，与通过与否无直接联系[135]。
- 最終審査－舞蹈、歌唱（3月19日，廣島市中區NTT Credo Hall）：参加者102名→合格者44名[5]。

最終合格者（31名；粗體字為在籍成員）
石田千穗、石田南、磯貝花音、市岡愛弓、今村美月、岩田陽菜、大谷滿理奈、尾崎舞美、甲斐心愛、門田桃奈、門脇實優菜、黑岩唯、榊美優、佐野遙、鹽井日奈子、新谷野野花、菅原早記、瀧野由美子、田中皓子、谷口茉妃菜、張織慧、土路生優里、兵頭葵、福田朱里、藤原梓、三島遙香、峯吉愛梨沙、森香穗、森下舞羽、矢野帆夏、藪下楓
较知名的不合格者
多田京加（元AKB48）

#### STU48 風景招募活動
以Instagram為分享平台的圖像分享活動同時於第1期招募活動進行。參加招募者須以瀨戸内海周圍7縣美景為背景拍攝自身照片，於Instagram上以「#STU48風景招募活動」（#STU48絶景オーディション）的標籤上傳投稿。標籤需註明地名及對該地區的美景相關敘述。獲選者可在第1期生官方招募活動中獲得1次審査無條件通過的資格。此招募活動可重複報名。
招募事項
- 招募資格：同上
- 招募期間：2017年1月20日－2月5日

### 二期生
本次二期生招募舉辦了招募企劃「瀨戶內講座」。
招募事項
- 招募資格：足歲滿12～20歲女性（以2019年9月2日當日年齡為準）
  - 審査過程將透過電視、網路及其他媒體向大眾公開播映
  - 合格者須居住於廣島市或近郊地區，定期前往位於廣島市的船上48劇場「STU48號」參與培訓及排練活動（若為中學生，須與監護人居住於廣島市或近郊地區）
  - 合格後須與STU48所屬事務所簽訂專屬契約
  - 經驗不拘
- 報名期間：2019年8月5日－9月2日
- 第1次審査－書面審査
- 第2次審査－自我展示：合格者111名[137]
  - 9月23日－廣島縣廣島市
  - 9月28日－香川縣高松市
  - 9月29日－兵庫縣神戶市
- SHOWROOM直播（2019年10月15日17時00分－10月22日19時59分）[138]
- 最終審査（2019年10月27日，廣島縣廣島市NTT Cred Hall）：參加者86名[137]

最終審査由粉絲進行投票，前20名合格者由粉絲通过官方免費電子雜誌登錄會員及Twitter特設帳號投票選出，5名增額合格者則由STU48 Mobile及STU48 Mail（WEB版）會員於審査當日投票選出。
- 投票時間
  - STU48免費電子雜誌登錄會員：2019年10月13日12時－10月27日14時（1天限投1票）
  - Twitter：2019年10月13日－10月26日23時59分（1個讚、1次轉推各算1票、「按讚數+轉推數」除以10即為得票數）
  - 增額合格者：2019年10月27日審査當日30分鐘內

STU48二期生招募企劃「瀨戶內講座」活動舉辦概要
- 招募資格：10～22歲女性（以2019年9月2日當日年齡為準）
- 講座時間
  - 8月21日－廣島縣廣島市／廣島港・STU48號
  - 8月23日－香川縣高松市／高松港・STU48號
  - 8月24日－兵庫縣神戶市／神戶港・STU48號
  - 8月25日－東京都港區某處
- 報名期間：2019年8月5日－8月13日

合格者（25名→24名）
| 排名       | 編號 | 姓名               | 得票數 | 中間 排名 |
| ---------- | ---- | ------------------ | ------ | --------- |
| 1          | 108  | 小島愛子           | 5005票 | 圏外      |
| 2          | 49   | 近藤爱丽丝         | 4983票 | 圏外      |
| 3          | 39   | 工藤理子           | 4135票 | 圏外      |
| 4          | 44   | 宗雪里香           | 3758票 | 1         |
| 5          | 34   | 高雄彩加           | 3160票 | 圏外      |
| 6          | 63   | 池田裕樂           | 3140票 | 23        |
| 7          | 18   | 吉崎凜子           | 3096票 | 22        |
| 8          | 25   | 今泉美利愛         | 3023票 | 24        |
| 9          | 81   | 清水紗良           | 2839票 | 11        |
| 10         | 98   | 尾崎世里花         | 2804票 | 13        |
| 11         | 21   | 立仙百佳           | 2376票 | 2         |
| 12         | 76   | 田村菜月           | 2302票 | 25        |
| 13         | 24   | 吉田彩良           | 2210票 | 3         |
| 14         | 40   | 原田清花           | 2171票 | 9         |
| 15         | 68   | 南有梨菜           | 2100票 | 4         |
| 16         | 37   | 鈴木彩夏           | 2038票 | 圏外      |
| 17         | 3    | 迫姫華             | 2010票 | 17        |
| 18         | 88   | 川又安奈           | 1929票 | 8         |
| 19         | 52   | 前村姫亞（未加入） | 1928票 | 圏外      |
| 20         | 22   | 田中美帆           | 1899票 | 7         |
| 增額合格者 |      |                    |        |           |
| 1          | 23   | 田口玲佳           | 299票  | 5         |
| 2          | 102  | 内海里音           | 292票  | 12        |
| 3          | 7    | 中廣彌生           | 190票  | 圏外      |
| 4          | 89   | 川又優菜           | 182票  | 20        |
| 5          | 38   | 渡邊菜月           | 143票  | 圏外      |

### STU48×ASH New Wave Project
STU48×ASH限定徵選企劃為廣島演藝學校與當地電視台「TSS新廣島電視台」共同策畫及執行。是AKB48集團中少數不對外公開招募的成員徵選活動。
招募事項
- 招募資格：廣島演藝學校中12〜20歲的女性學員（以2021年11月1日當日年齡為準）
- 第1次審査（2021年11月下旬）
- 第2次審査（2021年12月）
- SHOWROOM部門（2021年12月15日－26日）
- 最終審査（2022年1月－2月27日）

最終合格者（4名；粗體字為在籍成員）
岡田杏美、岡村梨央、久留島優果、諸葛望愛

### AKB48家族選秀會議

#### 第三屆
選秀會議於2018年1月21日舉行，68位候選者之中有55位由各姐妹團指名，其中的5位由STU48指名。
受指名的候選者（數字為指名順位；粗體字為在籍成員）
STU48：中村舞（1）、沖侑果（2）、由良朱合（3）、溝口亞以子（4）、信濃宙花（5）

## 作品

### 单曲
| 序号                        | 发售日                                               | 名称                        | Oricon                      | Oricon                      | Oricon                      | Oricon                      | Billboard JAPAN 銷量        | 发售形态                    | 唱片編號 | 备注 |
| 序号                        | 发售日                                               | 名称                        | 最高 周榜 排名              | 上榜次數                    | 首週銷量                    | 累積銷量                    | Billboard JAPAN 銷量        | 发售形态                    | 唱片編號 | 备注 |
| You, Be Cool!／國王唱片發行 | You, Be Cool!／國王唱片發行                          | You, Be Cool!／國王唱片發行 | You, Be Cool!／國王唱片發行 | You, Be Cool!／國王唱片發行 | You, Be Cool!／國王唱片發行 | You, Be Cool!／國王唱片發行 | You, Be Cool!／國王唱片發行 | You, Be Cool!／國王唱片發行 | You, Be Cool!／國王唱片發行                                                                                 | You, Be Cool!／國王唱片發行 |
| --------------------------- | ---------------------------------------------------- | --------------------------- | --------------------------- | --------------------------- | --------------------------- | --------------------------- | --------------------------- | --------------------------- | --- | --- |
| 1                           | 2018年1月31日                                        | 暗闇 （暗闇）                   | 1                           | 18                          | 136,456張                   | 186,276張                   | 201,772張                   | CD+DVD CD                   | KIZM-525/6 KIZM-527/8 KIZM-529/30 KIZM-531/2 KIZM-533/4 KIZM-535/6 KIZM-537/8 NMAX-1289                     | Type A Type B Type C Type D Type E Type F Type G 劇場盤                                                                            |
| 2                           | 2019年2月13日                                        | 等待微風 （風を待つ）               | 1                           | 9                           | 276,316張                   | 308,819張                   | 336,626張                   | CD+DVD CD                   | KIZM-90567/8 KIZM-90569/70 KIZM-90571/2 KIZM-90573/4 KIZM-567/8 KIZM-569/70 KIZM-571/2 KIZM-573/4 NMAX-1305 | Type A 初回限定盤 Type B 初回限定盤 Type C 初回限定盤 Type D 初回限定盤 Type A通常盤 Type B通常盤 Type C通常盤 Type D通常盤 劇場盤 |
| 3                           | 2019年7月31日                                        | 最喜歡的人 （大好きな人）             | 1                           | 1                           | 254,007張                   | 254,007張                   | 333,585張                   | CD+DVD CD                   | KIZM-90623/4 KIZM-90625/6 KIZM-90627/8 KIZM-90629/30 KIZM-623/4 KIZM-625/6 KIZM-627/8 KIZM-629/30 NMAX-1334 | Type A 初回限定盤 Type B 初回限定盤 Type C 初回限定盤 Type D 初回限定盤 Type A通常盤 Type B通常盤 Type C通常盤 Type D通常盤 劇場盤 |
| 4                           | 2020年1月29日                                        | 無謀的夢想永不醒來 （無謀な夢は覚めることがない）     | 1                           | 14                          | 287,713張                   | 292,738張                   | 335,909張                   | CD+DVD CD                   | KIZM-90653/4 KIZM-90655/6 KIZM-90657/8 KIZM-653/4 KIZM-655/6 KIZM-657/8 NMAX-1335                           | Type A 初回限定盤 Type B 初回限定盤 Type C 初回限定盤 Type A通常盤 Type B通常盤 Type C通常盤 劇場盤                                |
| 5                           | 2020年9月2日                                         | 談個能夠回憶的戀愛吧 （思い出せる恋をしよう）   | 1                           | 1                           | 163,625張                   | 204,320張                   | 219,515張                   | CD+DVD CD                   | KIZM-90667/8 KIZM-90669/70 KIZM-667/8 KIZM-669/70 NMAX-1352                                                 | Type A 初回限定盤 Type B 初回限定盤 Type A通常盤 Type B通常盤 劇場盤                                                               |
| 6                           | 2021年2月17日                                        | 如果只是在自言自語的話 （独り言で語るくらいなら） | 2                           | 1                           | 175,092張                   |                             | 239,438張                   | CD+DVD CD                   | KIZM-90681/2 KIZM-90683/4 KIZM-681/2 KIZM-683/4 NMAX-1366                                                   | Type A 初回限定盤 Type B 初回限定盤 Type A通常盤 Type B通常盤 劇場盤                                                               |
| 7                           | 2021年10月20日                                       | 小孬孬們啊 （）             | 1                           | 1                           | 185,975張                   |                             | 291,407張                   | CD+DVD CD                   | KIZM-90705/6 KIZM-90707/8 KIZM-705/6 KIZM-707/8 NMAX-1375                                                   | Type A 初回限定盤 Type B 初回限定盤 Type A通常盤 Type B通常盤 劇場盤                                                               |
| 8                           | 2022年4月13日 2022年11月2日 （劇場盤 Extra Edition） | 那些花屬於誰？ （）         | 2                           |                             | 張                          |                             | 429,998張                   | CD+DVD CD                   | KIZM-90721/2 KIZM-90723/4 KIZM-721/2 KIZM-723/4 NMAX-1383 NMAX-1404                                         | Type A 初回限定盤 Type B 初回限定盤 Type A通常盤 Type B通常盤 劇場盤 劇場盤 Extra Edition                                          |
| 9                           | 2023年3月15日                                        | 呼吸的心 （）               | 2                           |                             | 張                          |                             | 399,265張                   | CD+DVD CD                   | KIZM-90761/2 KIZM-90763/4 KIZM-761/2 KIZM-763/4 NMAX-1409                                                   | Type A 初回限定盤 Type B 初回限定盤 Type A通常盤 Type B通常盤 劇場盤                                                               |
| 10                          | 2023年11月15日                                       | 你為什麼後悔? （）          | 1                           |                             | 張                          |                             | 389,655張                   | CD+DVD CD                   | KIZM-90787/8 KIZM-90789/90 KIZM-787/8 KIZM-789/90 NMAX-1423                                                 | Type A 初回限定盤 Type B 初回限定盤 Type A通常盤 Type B通常盤 劇場盤                                                               |
| 11                          | 2025年1月15日                                        | 你在看著地平線嗎? （）      |                             |                             | 張                          |                             | 272,616張                   | CD+Blu-ray CD               | KIZM-90811/2 KIZM-90813/4 KIZM-811/2 KIZM-813/4 NMAX-1437                                                   | Type A 初回限定盤 Type B 初回限定盤 Type A通常盤 Type B通常盤 劇場盤                                                               |
| 12                          | 2025年8月27日                                        | 受傷才是青春 （）           |                             |                             | 張                          |                             | 張                          | CD+Blu-ray CD               | KIZM-90827/8 KIZM-90829/30 KIZM-827/8 KIZM-829/30 NMAX-1444                                                 | Type A 初回限定盤 Type B 初回限定盤 Type A通常盤 Type B通常盤 劇場盤                                                               |

### 專輯
| 序號 | 發售日        | 名称           | 發售形態   | 唱片編號    | 形態                  | 備註 |
| ---- | ------------- | -------------- | ---------- | ----------- | --------------------- | ---- |
| 1    | 2024年6月12日 | 令人懷舊的明天 | CD+Blu-ray | KIZC-757/8  | 初回生產限定盤 Type-A |      |
| 1    | 2024年6月12日 | 令人懷舊的明天 | CD+Blu-ray | KIZC-759/10 | 初回生產限定盤 Type-B |      |
| 1    | 2024年6月12日 | 令人懷舊的明天 | CD         | NKCD-10509  | 劇場盤                |      |

### 原創歌曲
收錄於非STU48名义发行的唱片作品中。
| 順序 | 發行日期       | 歌名                   | 收錄作品            |
| ---- | -------------- | ---------------------- | ------------------- |
| 1    | 2017年5月31日  | 《瀨戶內的聲音》       | AKB48《空有願望》   |
| 2    | 2017年11月22日 | 《還好想起來了》       | AKB48《11月的腳鏈》 |
| 3    | 2018年3月14日  | 《踏板與車輪的來時路》 | AKB48《Ja-Ba-Ja》   |

## 公演

### 船上劇場「STU48號」

#### 公演舉行地
- 兵庫縣：神戶港 / 中突堤C泊位
- 岡山縣：宇野港（日语：宇野港） / 第一突堤岸壁
- 廣島縣：廣島港 / 廣島國際渡輪碼頭
- 山口縣：下關港 / 阿魯卡埠頭
- 德島縣：德島小松島港（日语：徳島小松島港） / 新港北岸壁
- 香川縣：高松港 / 玉藻地區-10m岸壁（5萬噸泊位）
- 愛媛縣：今治港（日语：今治港） / 今治港大型渡輪岸壁

#### 公演劇目
- GO! GO! little SEABIRDS!!：2019年4月16日 - 12月20日[149][37][150]
  - 構成、導演：今村鼠（日语：今村ねずみ）
  - 日程
    - 廣島縣 廣島港：2019年4月16日[37][151] - 12月20日[149]
    - 香川縣 高松港：2019年5月11・12日 [151]
    - 岡山縣 宇野港：2019年5月18・19日・9月19日[151]
    - 愛媛縣 今治港：2019年5月26日[152]
    - 兵庫縣 神戶港：2019年7月31日[153]・8月6日[154]・9月27日[155]
    - 山口縣 下關港：2019年8月22日[156]
    - 德島縣 德島小松島港：2019年9月18日[157]
    - 東京都 晴海客船航廈岸壁：2019年7月15日[158][159]

- 我們的戀愛預感（僕たちの恋の予感）：2020年1月11日 - [160]

- 2期研究生／我的太陽（僕の太陽）：2020年2月2日 - [161]

### 出張公演
- AKB48劇場
  - 2018年1月6日－2場公演[16]
  - 2018年7月26日、27日－兩日各2場公演[162][163]
  - 2019年1月16日、17日[164]
  - 2019年3月22日、23日－23日為2場公演[165]
- 松下IMP表演廳（位於大阪商業園區）
  - 2018年7月16日－2場公演[162]
- NGT48劇場
  - 2018年7月23日、24日－兩日各2場公演[162][166]
- SKE48劇場
  - 2018年7月28日、29日－兩日各2場公演[162][163]
- nicofarre（位於東京六本木）
  - 2018年8月4日－2場公演[29][162]
- NMB48劇場
  - 2018年8月17日－2場公演[162][167]

## 演出

### 電視常規節目
- STU48的SETOBINGO!（日语：STU48のセトビンゴ!）（2018年1月16日－3月27日，日本電視台）

### 参加活动
- 2017年廣島花漾祭（2017年5月3日，廣島和平紀念公園内康乃馨舞台）
- 廣島樂活節2017（2017年5月27日，舊廣島市民球場原址）－岩田陽菜、黑岩唯、榊美優、佐野遙、土路生優里、藤原梓、三島遙香[168]
- HIROSHIMA RUNWAY real.2（2017年7月1日，NTT Credo Hall）－磯貝花音、市岡愛弓、今村美月、岩田陽菜、大谷滿理奈、尾崎舞美、甲斐心愛、榊美優、佐野遙、瀧野由美子、田中皓子、土路生優里、福田朱里、藤原梓、矢野帆夏、藪下楓[169]
- 非常鯉魚！FanFun夏季祭典！（2017年7月2日，廣島車站南出口Air Air A館地下廣場）－磯貝花音、今村美月、甲斐心愛、矢野帆夏[170]
- 岡山豐田汽車經銷商 presents 岡山縣規模最大的音樂嘉年華「MUSIC TRIBE 2017」〔8月26日舉行〕先遣活動 in 岡山永旺夢樂城 Lugz&Jera×STU48 特別座談及現場直播（2017年8月8日，岡山永旺夢樂城）－岩田陽菜、瀧野由美子、藤原梓、藪下楓[171]
- TAU 5周年記念・STU48脫口秀（2017年8月10日，TAU3樓Space market）－瀧野由美子、土路生優里、矢野帆夏[172]
- 廣島時尚生活博覽會2017（2017年8月26日，廣島縣立綜合體育館）－谷口茉妃菜、矢野帆夏[173]
- 德島市阿波舞祭典（2017年8月15日，德島市／德島永旺樂夢城）－尾崎舞美、門田桃奈、黑岩唯、鹽井日奈子、谷口茉妃菜、兵頭葵、三島遙香[174]
- 廣島時尚生活博覽會2017（2017年8月26日，廣島縣立綜合體育館）－谷口茉妃菜、矢野帆夏[173]
- 第26回吉備高原「鬼傳祭」（2017年8月26日，吉備中央町・吉備高原都市中心區讚讚廣場）－菅原早記、張織慧、藤原梓[175]
- 關西時裝節2017A/W（2017年8月30日，大阪巨蛋）－磯貝花音、瀧野由美子[176]
- 第13回吉備高原祭典（2017年10月1日，吉備高原都市中心區讚讚廣場 特設會場）－榊美優、菅原早記、張織慧、福田朱里、藤原梓、森香穗[177]
- 江田島節2017（2017年11月19日，國立江田島青少年交流之家）－石田千穗、石田南、今村美月[178]
- 廣島里山未來博覽會2017 締結活動（2017年11月26日，市民球場舊址空地）－石田千穗、石田南、今村美月、大谷滿理奈、甲斐心愛、森下舞羽[179]
- 2017瓦斯展（2017年11月26日，廣島縣立綜合體育館）－石田千穗、今村美月、森香穗[180]
- TOKYO GIRLS COLLECTION（2017年12月9日，廣島縣立綜合體育館）－田中皓子、藤原梓[181]
- 雪文字大挑戰！〜在雪人上寫下廣島鯉魚隊的加油訊息〜（2017年12月16日，女鹿平溫泉女鹿平滑雪場）－門田桃奈、矢野帆夏[182]
- 愛媛職業足球運動嘉年華 in 大街道（2018年1月14日，大街道商店街内特設舞台、松山三越頂樓五人制足球公園）－石田千穗、石田南、今村美月、大谷滿理奈、甲斐心愛、森下舞羽[183]
- 再次發現瀨戶大橋的魅力！嘉年華（2018年4月8日，兒島競艇場停車場）[184]
- 瀨戶大橋30週年感謝祭（2018年4月8日，瀨戶大橋紀念公園海洋夢想劇場）[184]
- 酢橘君森林劇場落成紀念活動（2018年4月29日、德島縣文化之森綜合公園 酢橘君森林劇場）－石田千穗、磯貝花音、今村美月、谷口茉妃菜、三島遙香、森下舞羽[185][186]
- 第68屆松山港祭典三津濱煙火大會（2018年8月5日、三津濱港周邊）－今村、門田、田中、土路生、兵頭、中村[187]
- 加油！廣島 驛北，廣視！GAME 廣島東洋鯉魚×中日龍（2018年8月8日、馬自達Zoom-Zoom廣島球場）－石田千穗、石田南、磯貝花音、市岡愛弓、今村美月、岩田陽菜、甲斐心愛、門脇實優菜、榊美優、新谷野野花、瀧野由美子、土路生優里、峯吉愛梨沙、福田朱里、矢野帆夏、藪下楓[188]
- 第53屆讚岐高松祭典（2018年8月14日、高松市立中央公園）－門田桃奈、榊美優、菅原早記、兵頭葵、藤原梓、森香穗[189]

## 外部連結
- 官方网站
- STU48的Instagram帳戶
- STU48的X（前Twitter）
- STU48的TikTok
- YouTube上的STU48頻道

- STU48号 （页面存档备份，存于）（日語）
- STU48 Mobile （页面存档备份，存于）（日語）
- STU48 OFFICIAL BLOG （页面存档备份，存于）（日語）
- 船通信 （页面存档备份，存于）（日語） - EMTG
- STU48 KING RECORDS official website （页面存档备份，存于）（日語）
- STU48官方商店 （页面存档备份，存于）（日語）
- STU48_member的X（前Twitter）（日語）（成员共用）
- STU48 2期研究生的X（前Twitter）（日語）（2期生共用）
- 的pinterest（日語）
- STU48（日語） - note